# Movimiento por Benalmádena
Movimiento por Benalmádena (MpB) es un partido político español de ámbito local creado en Benalmádena, provincia de Málaga.
En las elecciones para la actual legislatura (2007-2011) obtuvo 2.632 votos que se tradujeron en cuatro concejales en el Ayuntamiento de Benalmádena. Inicialmente el partido formó una coalición con PSOE-A e IULV-CA y obtuvo las áreas de Turismo, Puerto, Residentes Extranjeros y la Tenencia de Alcaldía de Benalmádena Costa, pero la destitución de su cargo del líder de MpB, José Luis Moleón, desembocó en una moción de censura que arrebató la alcaldía al Partido Socialista tras formar una alianza con el Partido Popular y el Grupo Independiente de Benalmádena.